# Feutcheu FC
El Feutcheu FC es un equipo de fútbol de Camerún que juega en la Primera División de Camerún, máxima categoría de fútbol en el país.

## Historia
Fue fundado en el año 2011 en la ciudad de Diko-Bandjoun por su presidente actual Joseph Feutcheu, el cual tenía como objetivo que la ciudad contara con un equipo de fútbol en la Primera División de Camerún antes del mundial de Rusia 2018, con un equipo formado principalmente por jugadores producidos en su academia de fútbol, además de contar con un equipo filial en las divisiones regionales llamado Bombardier FC.
En la temporada 2016 el club termina en segundo lugar en la Segunda División de Camerún, con lo que jugará en la máxima categoría para la temporada 2017 por primera vez en su historia.

## Jugadores

### Jugadores destacados
- Sadjo Sodea

## Entrenadores

### Entrenadores destacados
- Vladan Tomić (2012-13)
- Ebenezer Seukang (2015-)